# Ihan
Ihan – wieś w Słowenii, w gminie Domžale. W 2018 roku liczyła 812 mieszkańców.